# 셸던 화이트하우스
셸든 화이트하우스(Sheldon Whitehouse, 1955년 10월 20일 ~ )는 미국의 정치인이다.

## 학력
- 예일 대학교 인문사회 학사
- 버지니아 대학교 법무박사

## 경력
- 1993.01 ~ 1998.06 로드아일랜드 연방 검사
- 1999.01 ~ 2003.01 제71대 로드아일랜드주 법무장관
- 2007.01 ~ 제110~대 미국 로드아일랜드주 연방상원의원
- 2021.02 ~ 2025.01 미국 상원 국제 마약통제 코커스 의장
- 2023.01 ~ 2025.01 미국 상원 예산위원회 위원장
- 2025.01 ~ 미국 상원 환경위원회 간사

## 역대 선거 결과
| 선거명      | 직책명                        | 대수  | 정당   | 득표율 | 득표수    | 결과 | 당락                         |
| ----------- | ----------------------------- | ----- | ------ | ------ | --------- | ---- | ---------------------------- |
| 1998년 선거 | 로드아일랜드 법무장관         | 71대  | 민주당 | 66.57% | 200,411표 | 1위  | 로드아일랜드주 법무장관 당선 |
| 2006년 선거 | 상원의원 (로드아일랜드 제1부) | 110대 | 민주당 | 53.47% | 206,110표 | 1위  | 로드아일랜드주 상원의원 당선 |
| 2012년 선거 | 상원의원 (로드아일랜드 제1부) | 113대 | 민주당 | 64.81% | 271,034표 | 1위  | 로드아일랜드주 상원의원 당선 |
| 2018년 선거 | 상원의원 (로드아일랜드 제1부) | 116대 | 민주당 | 61.44% | 231,477표 | 1위  | 로드아일랜드주 상원의원 당선 |
| 2024년 선거 | 상원의원 (로드아일랜드 제1부) | 119대 | 민주당 | 59.90% | 294,665표 | 1위  | 로드아일랜드주 상원의원 당선 |

## 참고 자료
- 위키미디어 공용에 셸던 화이트하우스 관련 미디어 분류가 있습니다.